# Scheepken
Scheepken is een gehucht in Eksaarde, een deelgemeente van de Belgische stad Lokeren.

## Geschiedenis
Scheepken ontstond als een verzameling huizen en boerderijen langs de verbindingsweg tussen Oostakker en Eksaarde, later doorgetrokken tot aan Sinaai. Op de Ferrariskaart uit 1777 wordt het gehucht vermeld als "Schipken", en later ook als " 't Scheepken". In de loop der jaren is het gehucht samengegroeid met nabijgelegen gehuchten zoals Calaigne of Persijzer door middel van lintbebouwing. Vanwege deze lintbebouwing maakt Scheepken, net als de andere gehuchten langs deze verbindingsweg, deel uit van een uitgestrekt lintdorp tussen Eksaarde en Zaffelare.

## Ligging
Scheepken is gelegen langs de verbindingsweg tussen Oostakker en Sinaai, in het noordwesten van Lokeren.

Deelgemeenten: Daknam · Eksaarde · Lokeren · Moerbeke

Dorpen: Doorslaar · Heiende · Koewacht · Kruisstraat · Oudenbos

Gehuchten: Brandbezen · Bautschoot · Briel · Calaigne · Caudenborm · De Katte · Den Oever · Duivekeet · Eksaardedam · Everslaar · Fortuine · Ganzendries · Lammeken · Heydensveer · Hillare · Hul · Keerken · Keersmakers · Molenhoek · Molsbergen · Naastveld ·  Nieuwpoort · Oosteindeke · Pereboom · Rijssel · Rode Sluis · Scheepken · Staakte · Stenenbrug · Terwest · Turfakkers · Veldeken · Vogelzang · Vossel · Werkstede · Westhoek · Zeveneekskens · Zwarte Sluis

Wijken: Bergendries · Bokslaar · Bloemenwijk · De Kop · Flamigantenwijk · Ledehof · Heirbrug · Lokeren-Zuid · Puttenen · Rozen · Schrijverswijk · Spoele · Stationswijk · Vogelkwijk

Buurten: Kouter · Oude Brug · 't Zand

Belgische gemeenten · Arrondissement Sint-Niklaas · Oost-Vlaanderen · Vlaanderen